# Ramesseum

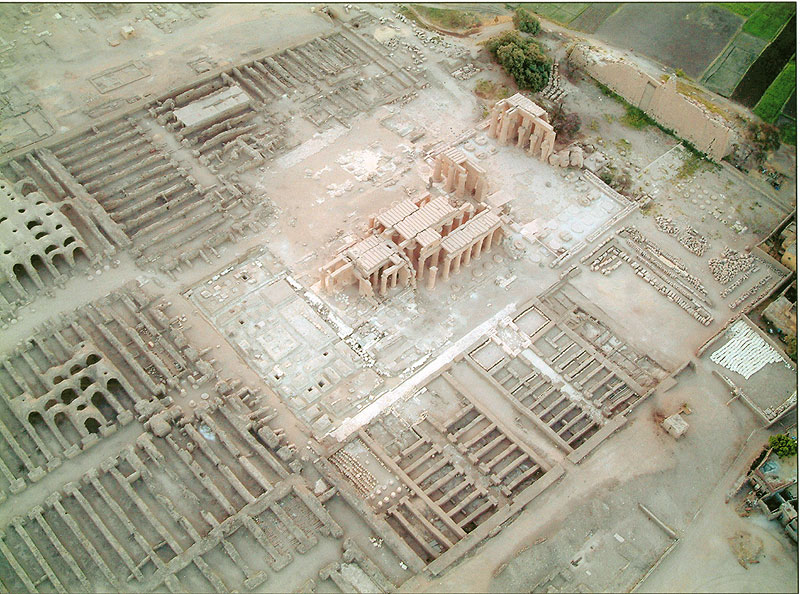
Ramesseum widziane z lotu ptaka

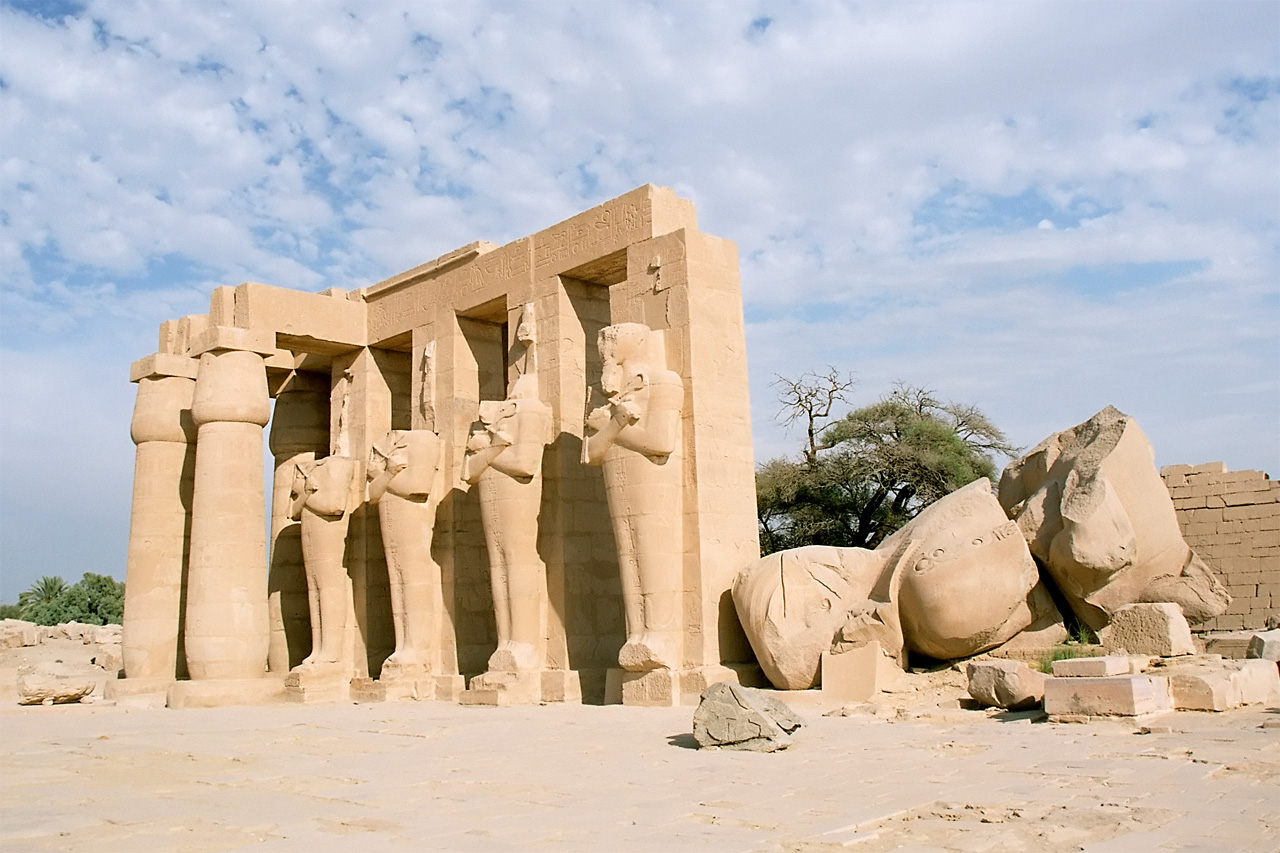
Upadły kolos Ramzesa II i filary przedsionka Ramesseum

Ramesseum (XIX dynastia) – kompleks świątyń zbudowanych przez Ramzesa II w Tebach Zachodnich. Do dziś zachowały się tylko ruiny. Na fasadzie przedsionka znajdują się filary z przylegającymi do nich posągami Ramzesa w tzw. postawie Ozyrysa. Na dziedzińcu zachował się tors posągu Ramzesa II, jeden z dwóch posągów w postawie siedzącej, znajdujących się dawniej u wejścia do świątyni. Ściany pokryte są reliefami o tematyce batalistycznej, odnoszącej się do zwycięskich wojen z Azjatami oraz związane z postacią boga urodzaju. Do nietypowej dekoracji należy przedstawienie na ścianach przedsionka wizerunków dzieci Ramzesa II – synowie i córki stoją w dwóch rzędach, zgodnie z prawem do sukcesji.

## Zdjęcia

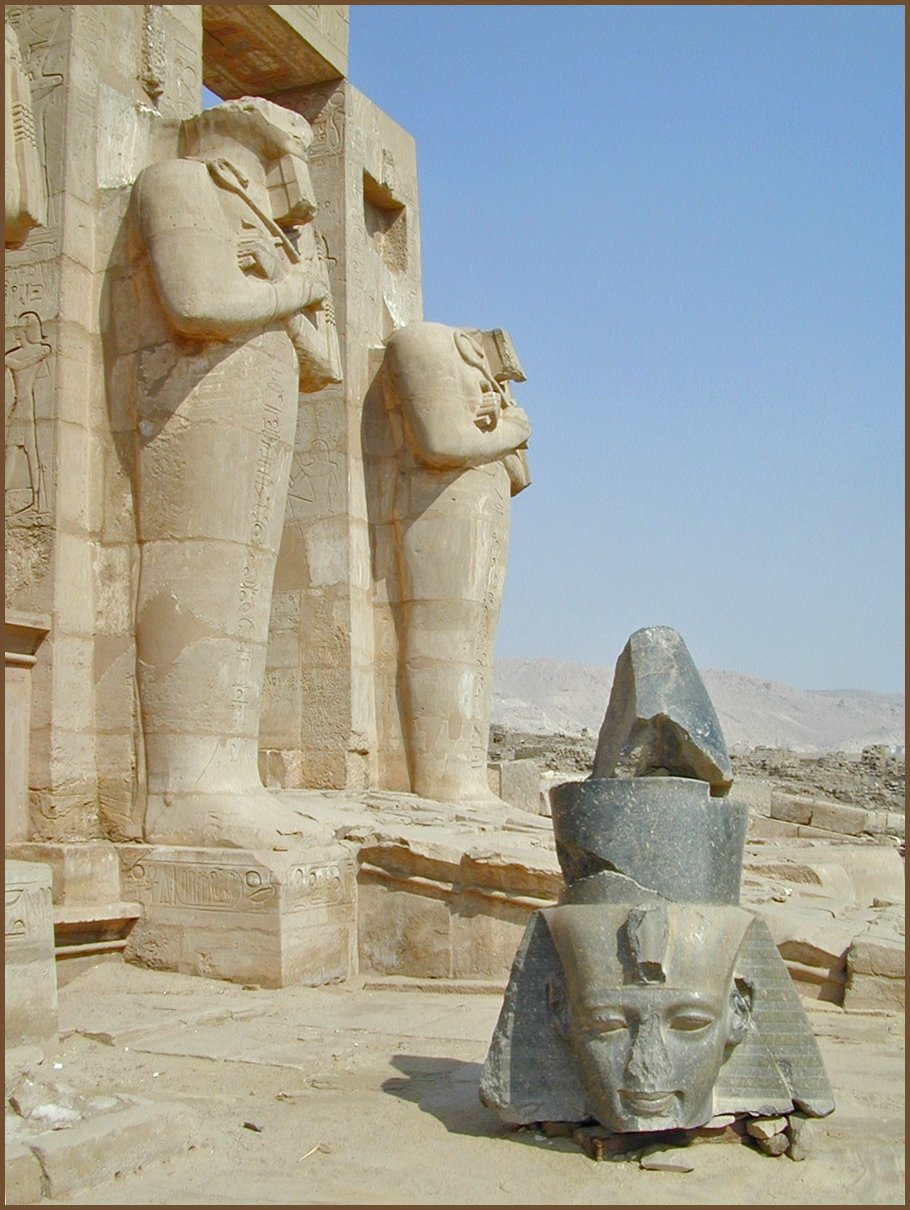
Posąg Ramzesa II
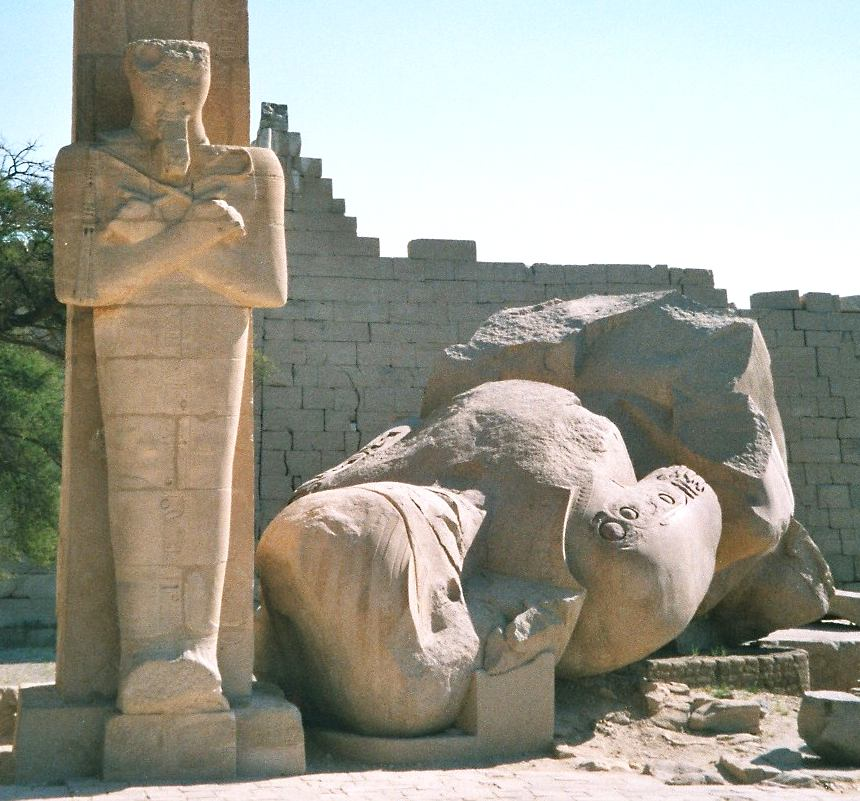
Leżący na dziedzińcu posąg Ramzesa II
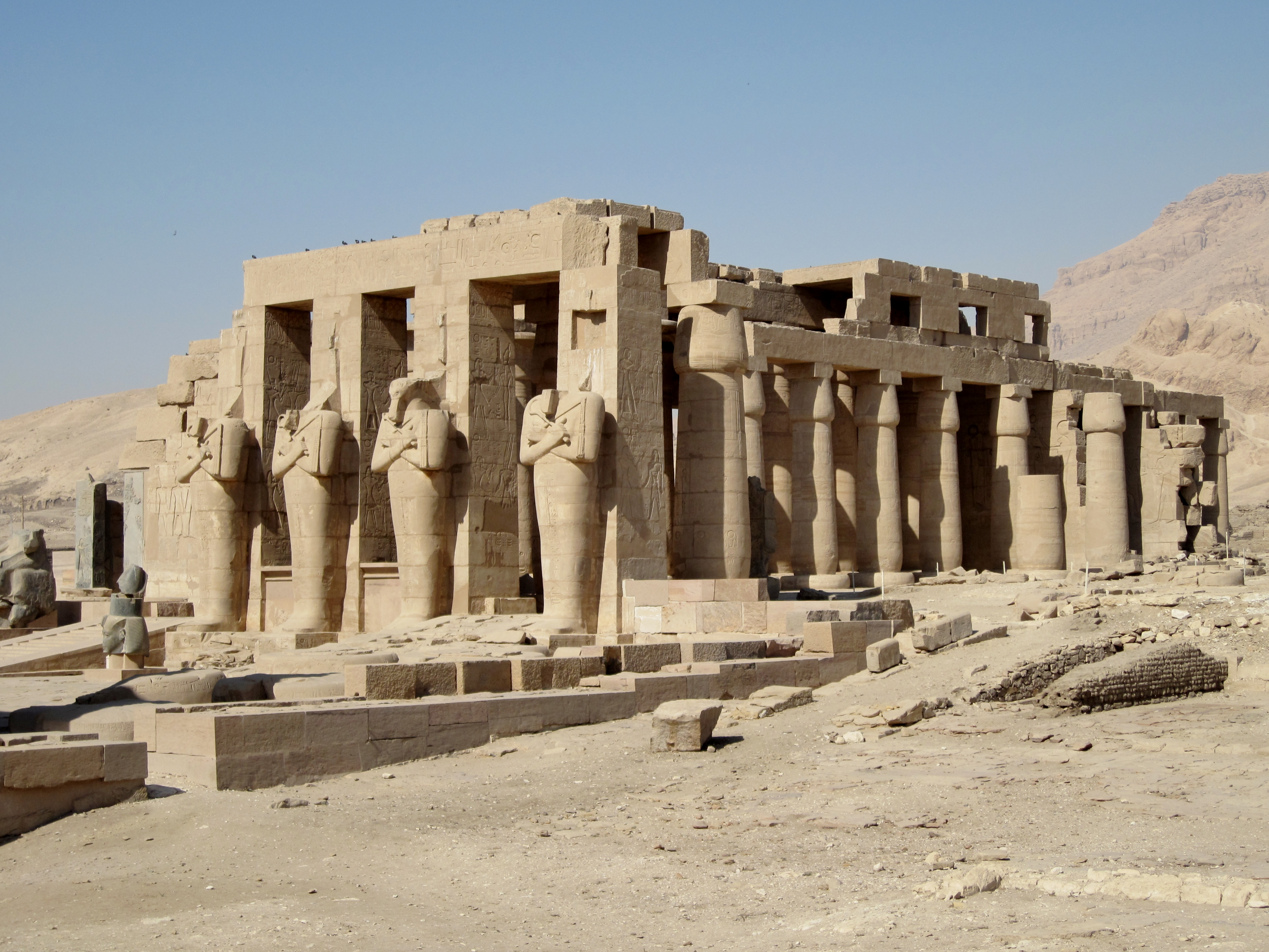
Hypostyl w Ramesseum
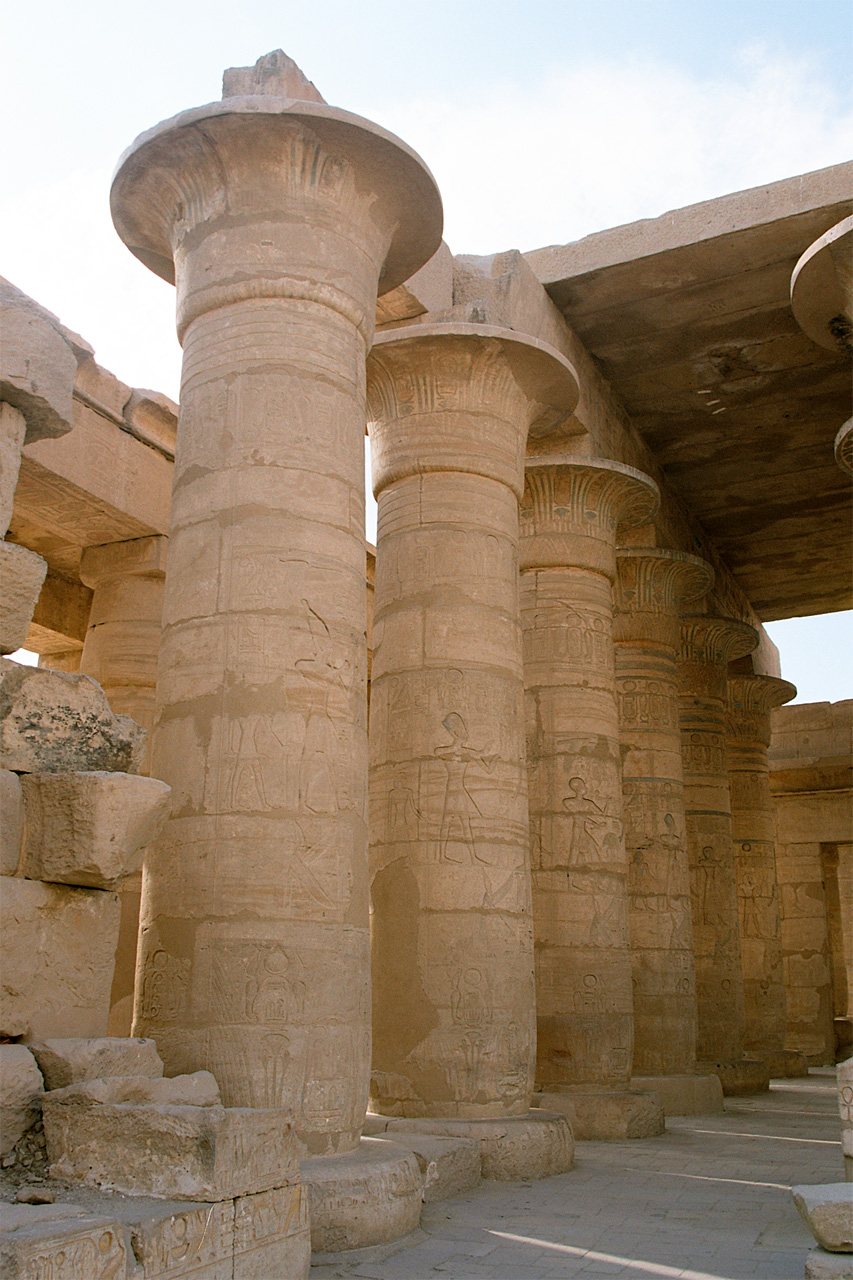
Ruiny kolumnady
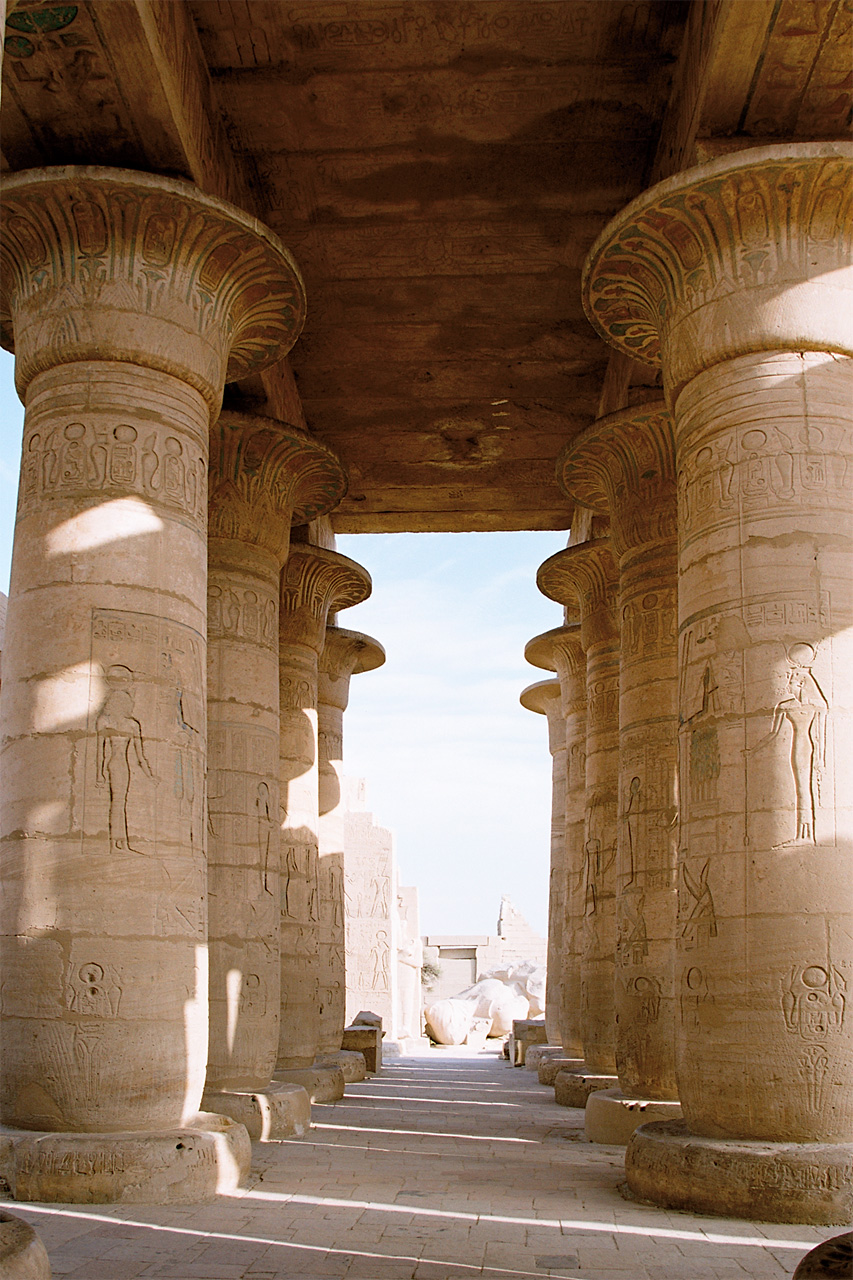
Kolumnada, w tle kolos Ramzesa II
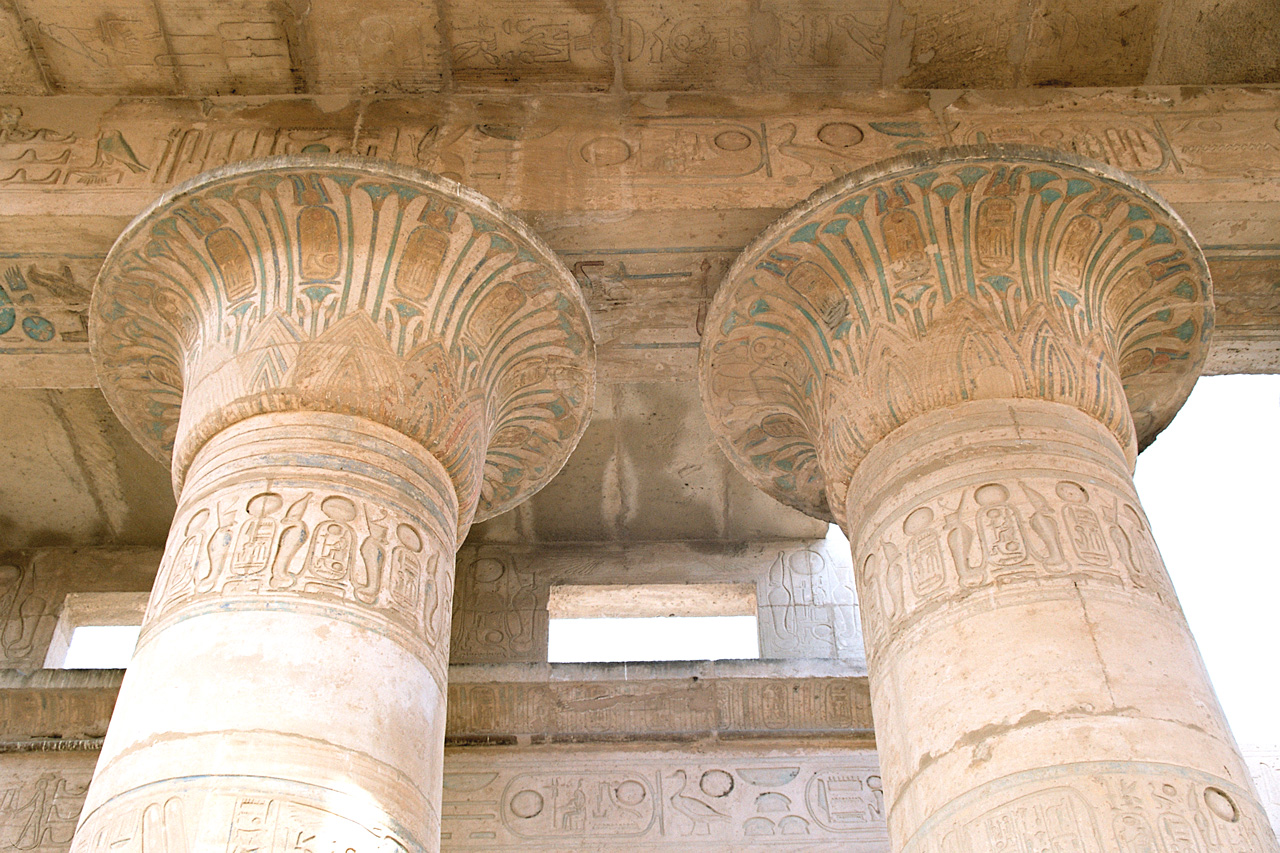
Zdobienia głowic kolumn w Ramesseum
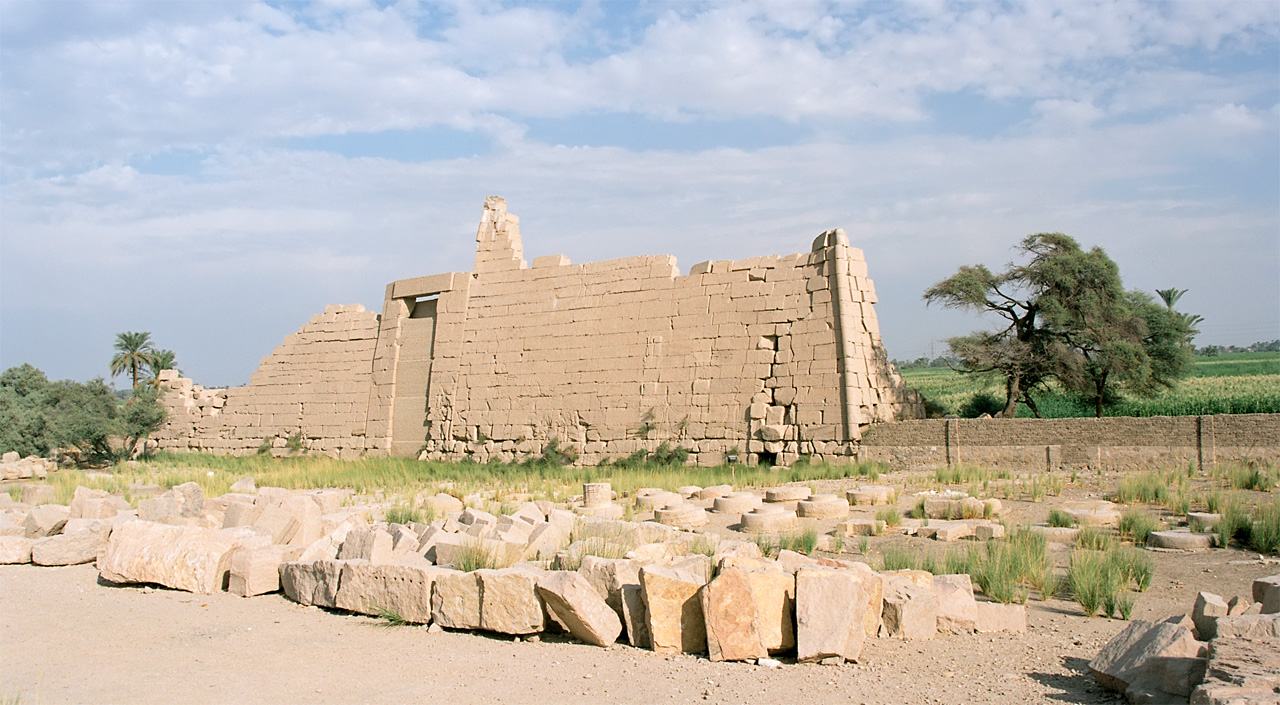
Pylon w Ramesseum
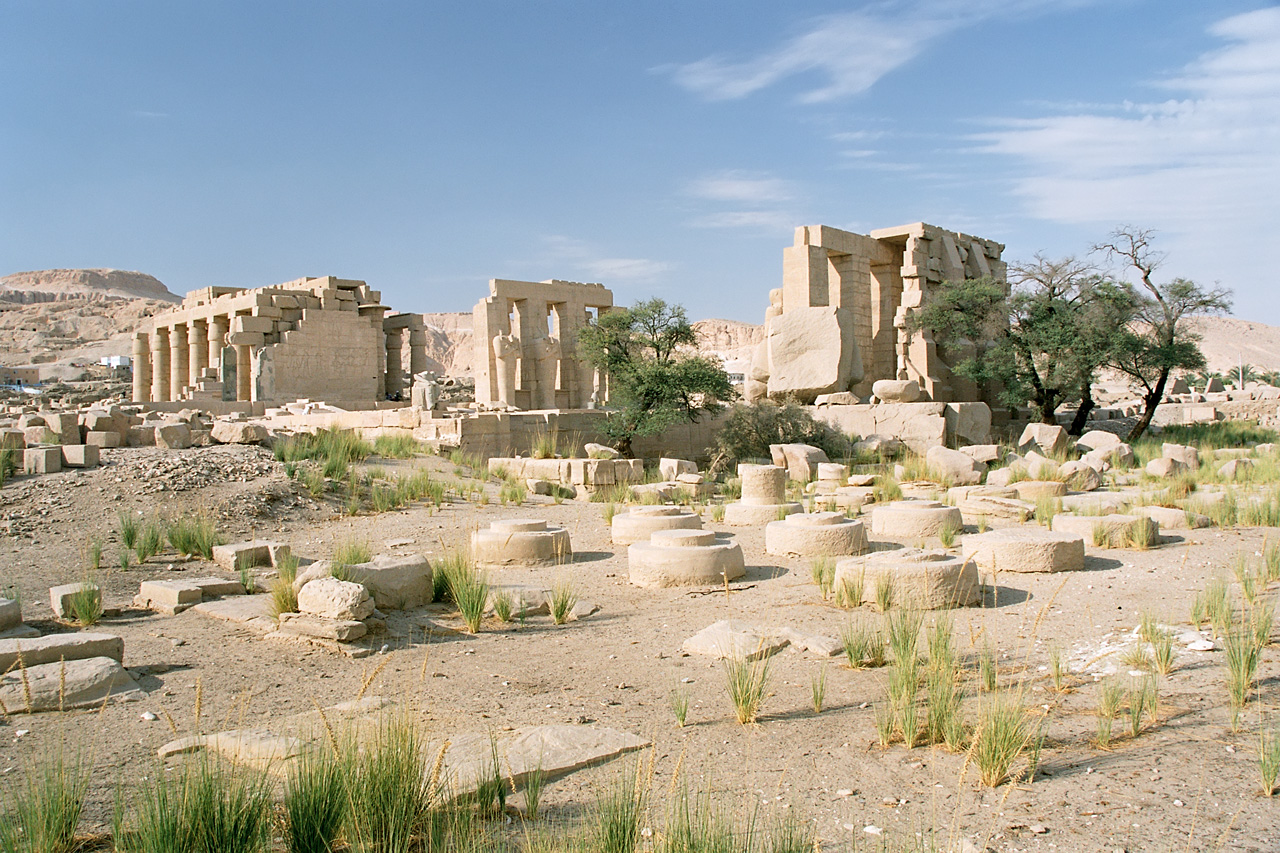
Widok ogólny